# Етуаль Філант (Уагадугу)
Ассосіасьйон Спортів дю Фасо-Єнненга або просто «АСФА Єнненга» (фр. Association Sportive du Faso-Yennenga) — професіональний футбольний клуб з Буркіна-Фасо, який представляє місто Уагадугу. Домашні матчі проводить на стадіоні «4 серпня». Клубні кольори — блакитний та білий.

## Історія
Заснований 1955 року. До залучення в команду футболістів з рідного мікрорайону міста, у ній грали таланти з Дапої, Паспанги та Кулуби.
Після здобуття країною незалежності в 1960 році, «Етуаль Філант» став другою командою в історії країни та першою з Уагадугу, яка увійшла до списку переможців національного чемпіонату (1962 рік). Рік по тому команда стала першим столичним колективом, який виграв національний кубок. Двічі, в 1994 та 1996 роках, клуб вигравав суперкубок країни, який з 1992 року розігрувався між переможцями чемпіонату та володарями кубку.

## Досягнення
- Прем'єр-ліга (Буркіна-Фасо)
  -  Чемпіон (13): 1965, 1985, 1986, 1988, 1990, 1991, 1992, 1993, 1994, 2001, 2008, 2014

- Кубок Буркіна-Фасо
  -  Володар (21): 1963, 1964, 1965, 1970, 1972, 1975, 1976, 1985, 1988, 1990, 1992, 1993, 1996, 1999, 2000, 2001, 2003, 2006, 2008, 2011, 2017

- Суперкубок Буркіна-Фасо
  -  Володар (6): 1993/94, 1995/96, 1998/99, 2002/03, 2005/06, 2010/11[2]

## Статистика виступів у континентальних турнірах

### Ліга чемпіонів КАФ
| Сезон | Раунд      | Клуб             | Вдома | На виїзді | Загалом |
| ----- | ---------- | ---------------- | ----- | --------- | ------- |
| 2002  | 1          | Еньїмба          | 3-1   | 0-4       | 3-5     |
| 2009  | Попередній | «Гарт оф Лайонс» | 2-0   | 2-3       | 4-3     |
| 2009  | 1          | «АСЕК Мімозас»   | 0-1   | 0-2       | 0-3     |
| 2015  | Попередній | «АС Пікін»       | 0-0   | 0-1       | 0-1     |

### Кубок африканських чемпіонів
| Сезон | Раунд      | Клуб               | Вдома | На виїзді | Загалом |
| ----- | ---------- | ------------------ | ----- | --------- | ------- |
| 1966  | 1          | Стад д'Абіджан     | 2-0   | 1-4       | 3-4     |
| 1986  | Попередній | АСК Ксар           | т.п.1 | т.п.1     | т.п.1   |
| 1986  | 1          | ЖЕ Тізі-Узу        | 1-1   | 0-5       | 1-6     |
| 1989  | Попередній | «Зумунта»          | 1-1   | 2-0       | 3-1     |
| 1989  | 1          | «Есперанс» (Туніс) | 0-0   | 1-2       | 1-2     |
| 1991  | 1          | «Юніон Дуала»      | 1-2   | 0-3       | 1-5     |
| 1992  | 1          | «АСЕК Мімозас»     | 1-2   | 0-2       | 1-4     |
| 1993  | Попередній | «Спортінг» (Бісау) | т.п.2 | т.п.2     | т.п.2   |
| 1993  | 1          | «Оран»             | 1-0   | 0-2       | 1-2     |
| 1994  | 1          | «Есперанс» (Туніс) | 2-3   | 0-5       | 2-8     |
| 1995  | 1          | «Есперанс» (Туніс) | 1-1   | 1-4       | 2-5     |

1- «АСК Ксар» залишив турнір.

2- «Спортінг» (Бісау) залишив турнір.

### Кубок конфедерації КАФ
| Сезон | Раунд      | Клуб             | Вдома | На виїзді | Загалом        |
| ----- | ---------- | ---------------- | ----- | --------- | -------------- |
| 2004  | Попередній | «Дінамік Тоголе» | 2-0   | 0-0       | 2-0            |
| 2004  | 1          | «Відад»          | 0-0   | 0-1       | 0-1            |
| 2007  | Попередній | «Сахель»         | 1-1   | 2-2       | 3-3 (в.г.)     |
| 2007  | 1          | «УС Укам»        | 1-0   | 0-1       | 1-1 (4-3 пен.) |
| 2007  | 2          | «Мвана Африка»   | 2-0   | 0-3       | 2-3            |
| 2012  | Попередній | «Драгонс»        | 2-0   | 0-1       | 2-1            |
| 2012  | 1          | «АСЕК Мімозас»   | 2-2   | 0-2       | 2-4            |
| 2018  | Попередній | «Олімпік Стар»   | 0-1   | 0-0       | 0-1            |

### Кубок КАФ
| Сезон | Раунд      | Клуб             | Вдома | На виїзді | Загалом |
| ----- | ---------- | ---------------- | ----- | --------- | ------- |
| 1996  | 1          | «Оран»           | 1-1   | 1-3       | 2-4     |
| 1999  | 1          | «Грейт Олімпікс» | 2-0   | 2-3       | 4-3     |
| 1999  | 2          | «АС Віта Клуб»   | 2-1   | 1-1       | 3-2     |
| 1999  | 1/4 фіналу | «Канон Яунде»    | 1-1   | 0-1       | 1-2     |
| 2003  | 1          | «Раджа»          | 2-3   | 0-4       | 2-7     |

### Кубок володарів кубків КАФ
| Сезон | Раунд      | Клуб               | Вдома   | На виїзді | Загалом |
| ----- | ---------- | ------------------ | ------- | --------- | ------- |
| 1997  | Попередній | «Сахель»           | дискв.1 | дискв.1   | дискв.1 |
| 1997  | 1          | «Етуаль дю Сахель» | 3-0     | 0-4       | 3-4     |
| 2000  | 1          | ФАР (Рабат)        | 0-0     | 0-1       | 0-1     |

1- Команди з Нігера були дискваліфіковані, оскільки їх федерація мали борги перед КАФ.

## Відомі гравці
- Дауда Діакіте
- Шарль Каборе
- Бакарі Коне
- Іссуф Уаттара
- Іссуф Паро